# 馮煥
馮煥（1502年—？），字養晦，號南淮，直隸淮安府山陽縣人，民籍，明朝政治人物。

## 生平
嘉靖七年（1528年）戊子科應天府鄉試第六十五名舉人。嘉靖十七年（1538年）中式戊戌科會試第一百七十六名，登第二甲第六十六名進士。授刑部主事，二十年九月以郭勋案降边方杂职，謫廣東茂名县丞，居粤三年，分校秋闈，稱得人。二十三年任浙江德清县知县，与知府不合，辞官归。

## 著作
著有《南淮近集》。

## 家族
曾祖馮鑑；祖父馮昇；父馮桂，母葉氏。慈侍下。兄馮燦、馮勲。弟馮炳、馮羔。